# Đặng Thị Ngọc Thịnh
Đặng Thị Ngọc Thịnh (25 de dezembro de 1959) é uma política vietnamita, que foi presidente interina do Vietname, assumindo o cargo após a morte do presidente Trần Dai Quang em 21 de setembro de 2018. Ela também foi a vice-presidente do Vietnã de 2016 a 2021. Thịnh foi a primeira mulher na história vietnamita a se tornar presidente ou presidente interina do Vietname, e a primeira mulher chefe de estado num país comunista desde Sabine Bergmann-Pohl da Alemanha Oriental.
Thịnh foi eleita vice-presidente do Vietname em 8 de abril de 2016, após conseguir 91.09% dos votos (450 votos) na Assembleia Nacional, tornando-se a primeira mulher da história vietnamita a ser eleita para o cargo de vice-presidente do Vietname. Foi membro das 11.ª e 13.ª Assembleias Nacionais. É membro do Partido Comunista do Vietname desde 19 de novembro de 1979.